# Cornutrypeta superciliata
Cornutrypeta superciliata är en tvåvingeart som först beskrevs av Frey 1935.  Cornutrypeta superciliata ingår i släktet Cornutrypeta och familjen borrflugor. Enligt den finländska rödlistan är arten sårbar i Finland. Arten är reproducerande i Sverige. Inga underarter finns listade i Catalogue of Life.